# Alconchel de la Estrella
Alconchel de la Estrella é um município da Espanha, na província de Cuenca, comunidade autônoma de Castela-Mancha. Tem 42,94 km² de área e em 2016 tinha 86 habitantes (densidade: 2 hab./km²). Limita com os municípios de Fuentelespino de Haro, Villaescusa de Haro, Villalgordo del Marquesado e Villarejo de Fuentes.